# Chaitén

Chaitén in der Region Los Lagos

Chaitén ist eine Stadt im Süden des südamerikanischen Anden-Staates Chile. Sie liegt in der Región de Los Lagos (Region X). Chaitén hatte rund 5000 Einwohner (2017) und ist die Hauptstadt der Provinz Palena.

## Geografie

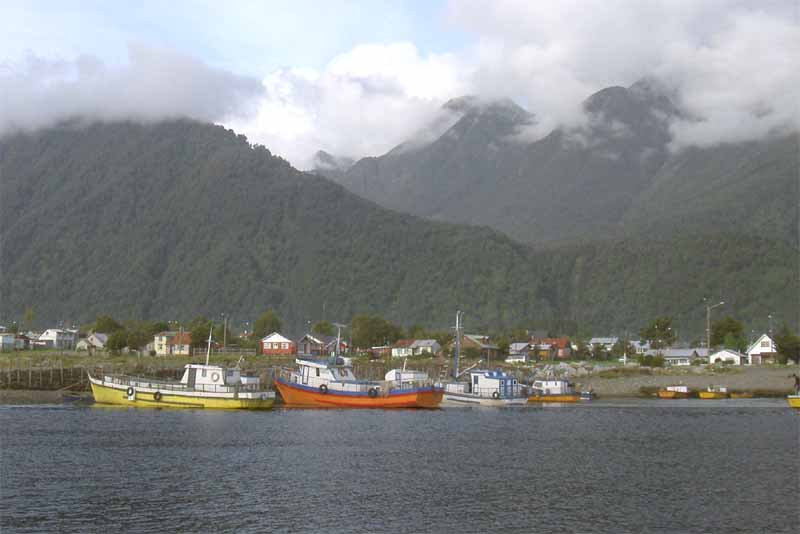
Chaitén

Die Stadt liegt am Golf von Corcovado, rund 100 km östlich von Chiloé, der zweitgrößten Insel Chiles, und 200 km südlich von Puerto Montt. Durch die Stadt führt die berühmte Fernstraße Carretera Austral.
In der Umgebung von Chaitén liegen verschiedene Vulkane, nordöstlich der Michinmahuida, südlich der Corcovado und in direkter Nähe der Chaitén. Am 2. Mai 2008 brach der Vulkan Chaitén aus und bedrohte auch den gleichnamigen Ort, der daraufhin evakuiert wurde.

## Geschichte
Am 4. November 1885 wurde die Gegend um Chaitén erstmals landrechtlich registriert. 1933 bestand Chaitén nur aus rund 30 Holzhäusern. Erst als 1938 ein Fährverkehr eingerichtet wurde, begann die Stadt zu wachsen. Mit der Carretera Austral begann dann der richtige Aufschwung der Stadt.

### Vulkanausbruch 2008

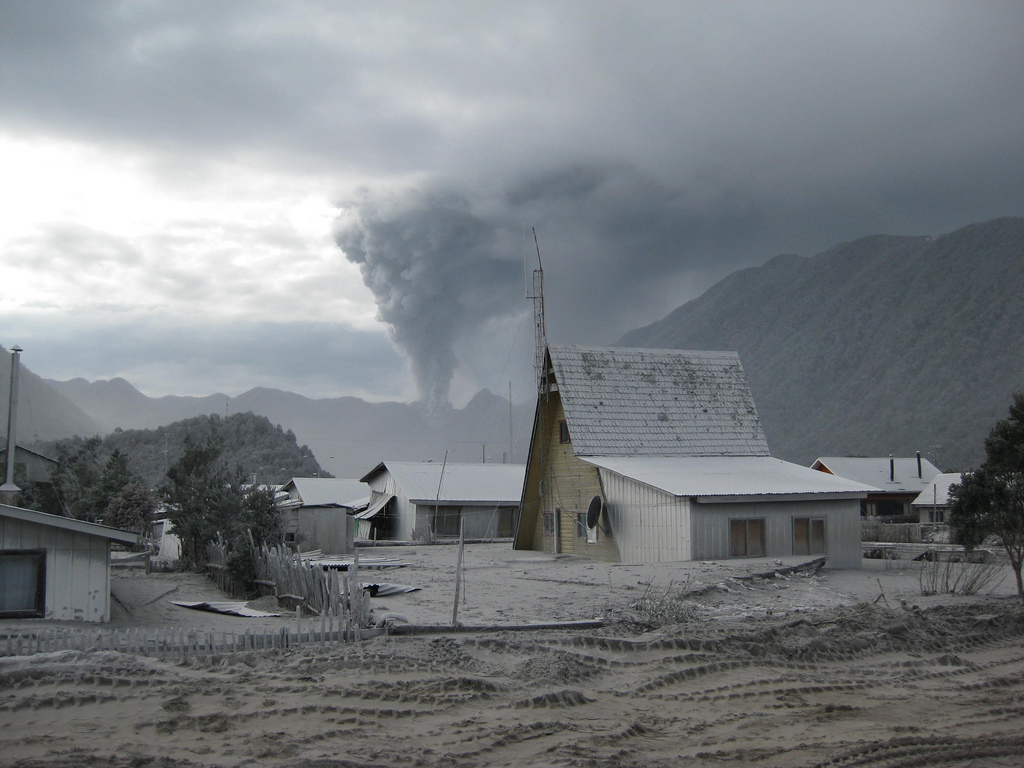
Zerstörungen der Stadt durch einen Lahar des Chaitén 2008

Als Folge des Ausbruchs des benachbarten, gleichnamigen Vulkans wurden am 12. Mai 2008 große Teile der Stadt durch einen Lahar überschwemmt. Der durch die Stadt fließende Fluss Rio Blanco bahnte sich anschließend ein neues Bett, was weitere Zerstörungen mit sich brachte. Angesichts der Zerstörungen und andauernder vulkanischer Aktivität hatte die Regierung 2009 die Aufgabe der Stadt und den Aufbau eines neuen Chaitén an der Küste 10 km weiter im Norden beschlossen. Inzwischen ist Chaitén aber am ursprünglichen Ort zum Teil wiedererrichtet worden. Rund 700 Einwohner sind bisher zurückgekehrt. Die Infrastruktur funktioniert wieder, es gibt Hotels, Gasthäuser und Geschäfte, eine provisorische "Gesundheitsstation" und seit Dezember 2011 wieder eine Bankfiliale.

## Wirtschaft
Chaitén ist eine kleine Hafenstadt mit einem kleinen Flughafen. Sie lebt hauptsächlich vom Tourismus, Fischfang und vom Durchgangsverkehr der Carretera Austral.

## Tourismus
Besucher können von Chaitén per Fähre zur Insel Chiloé und deren Hafenstädten Castro und Quellón übersetzen.
Etwa 60 km nördlich der Stadt liegt der Naturpark Parque Pumalin mit seinen 2700 km² und seinen riesigen Waldgebieten. Der Park kann im Sommer mit der Fähre von Hornopirén nach Caleta Gonzalo erreicht werden. Von Chaitén aus kann man Caleta Gonzalo per Straße erreichen. Diese Straße war nach 2008 wegen des Ausbruchs des Vulkans Chaitén gesperrt, ist aber jetzt wieder problemlos befahrbar. 10 km nördlich von Chaitén ist in St. Barbara ein provisorisches Aerodrom für Kleinflugzeuge in Betrieb, im Sommer gibt es täglich Flüge von und nach Puerto Montt.
Östlich von Chaitén liegt der Vulkan Michinmahuida mit 2404 m Höhe. Südöstlich der Stadt liegen die Thermalquellen Termas El Amarillo.